# Roger Guillemin
Roger Charles Louis Guillemin, född 11 januari 1924 i Dijon, Frankrike, död 21 februari 2024 i San Diego i Kalifornien, var en fransk-amerikansk neuroendokrinolog som mottog nobelpriset i fysiologi eller medicin 1977 för sina insatser inom området neurohormoner och delade priset det året med Andrew V. Schally och Rosalyn Sussman Yalow. Han var tillsammans med Schally den första att beskriva strukturen hos tyreotropinfrisättande hormon (TRH) och gonadotropinfrisättande hormon (GnRH).
Han tilldelades 1975 Albert Lasker Basic Medical Research Award och erhöll den nationella vetenskapsmedaljen 1976.

## Biografi
Guillemin fullgjorde sin grundutbildning vid University of Burgundy och tog sin magisterexamen vid medicinska fakulteten i Lyon 1949. Han flyttade därefter till Montreal, Quebec, Kanada, för att arbeta med Hans Selye vid Institute of Experimental Medicine and Surgery vid Université de Montréal där han disputerade 1953. Samma år flyttade han till USA för att börja arbeta på fakulteten vid Baylor College of Medicine i Houston. År 1965 blev han naturaliserad medborgare i USA och 1970 var han med och startade Salk Institute i La Jolla, Kalifornien där han arbetade fram till sin pensionering 1989.

## Vetenskapligt arbete
Guillemin och Andrew V. Schally upptäckte strukturerna av TRH och GnRH i separata laboratorier. Processen för denna vetenskapliga upptäckt vid Guillemins laboratorium blev föremål för en studie av Bruno Latour och Steve Woolgar, publicerad som Laboratory Life.
Guillemin undertecknade tillsammans med andra Nobelpristagare en framställning som begärde att en delegation från FN:s barnkommitté skulle besöka ett tibetanskt barn som var i husarrest i Kina sedan 1995, nämligen Gedhun Choekyi Nyima, erkänd som den elfte Panchen Lama av den 14:e Dalai Lama, Tenzin Gyatso. 

## Utmärkelser och hedersbetygelser
- National Academy of Sciences, 1974
- Gairdner Foundation International Award, 1974
- Albert Lasker Award for Basic Medical Research, 1975
- Dickson Prize in Medicine, 1976
- Passano Award in Medical Sciences, 1976
- National Medal of Science, 1976
- American Academy of Arts and Sciences, 1977
- Nobelpriset i fysiologi eller medicin, 1977